# Géographie de la Biélorussie
La Biélorussie est un pays d'Europe de l'Est situé entre la Russie, l'Ukraine, la Pologne et les pays baltes.

## Topographie
La Biélorussie est un pays de plaines, dont l'altitude moyenne est de 162 m. Les frontières du pays ne sont pas tracées sur des frontières naturelles (massif montagneux). La superficie est de 207 600 km2.
Le relief biélorusse est principalement marqué par la chaîne biélorusse (Byelaruskaya Hrada). Il s'agit d'une bande de territoire élevée, composé de hauts plateaux individuels, qui sont situés dans un axe ouest-sud-ouest - est-nord-est. Le point culminant est le mont Dzerjinski (Dzerjinskaïa, en russe), à 346 m. Le nord de la Biélorussie est un paysage de nombreux lacs, de collines et de crêtes en pente douce, des crêtes créées par des débris glaciaires. Dans le sud, environ un tiers du territoire autour du Pripiat est constitué par de basses terres marécageuses.

## Hydrologie
On trouve en Biélorussie plus de 3 000 rivières et plus de 4 000 lacs. Ce sont les éléments principaux du paysage biélorusse, qui sont utilisés pour le flottage du bois et pour la production d'électricité. Les grands fleuves coulant vers l'ouest sont la Daugava, le Niémen. Le Dniepr s'écoule vers la mer Noire au sud, avec ses affluents la Soj, la Bérézina et la Pripiat. Un canal construit dans le prolongement de la Pripiat a permis de relier la Vistule (coulant en Pologne) au Dniepr en Ukraine. Le lac Naroch est le plus grand lac du pays, couvrant 80 km2.

## Écosystèmes

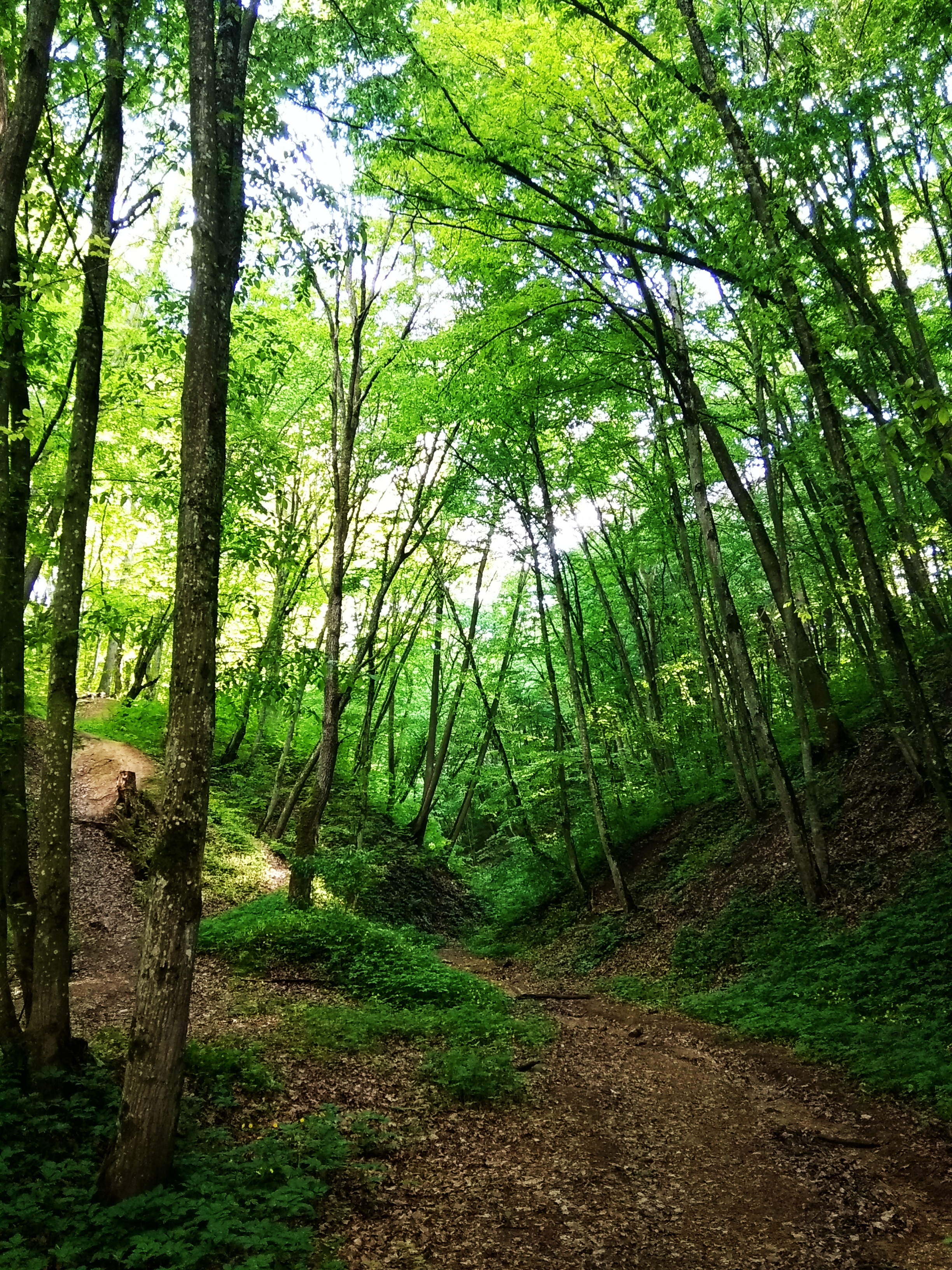
Paradis vert près de Hrodna, Biélorussie, dans le Румлёва (лесапарк). Mai 2022.

Près d'un tiers du pays est couvert de pushchy, de grandes étendues de forêt inhabitée. Dans le nord, les forêts sont dominées par les conifères avec aussi du bouleau et de l'aulne.
La Belavezhskaya pushcha, à l'extrême ouest est la plus ancienne des forêts. C'est une réserve qui abrite des animaux (oiseaux notamment) qui ont disparu ailleurs. Cette réserve est située de chaque côté de la frontière avec la Pologne, elle est administrée conjointement par les deux pays.

## Climat
En raison de la proximité de la mer Baltique (257 km à l'endroit le plus proche), le pays a un climat continental tempéré. Les hivers ont une durée comprise entre 105 et 145 jours, et les étés jusqu'à 150 jours. La température moyenne en janvier est de −6 °C, et la température moyenne du mois de juillet est d'environ 18 °C, avec une humidité élevée. La moyenne annuelle des précipitations varie de 550 à 700 mm.

## Enjeux environnementaux

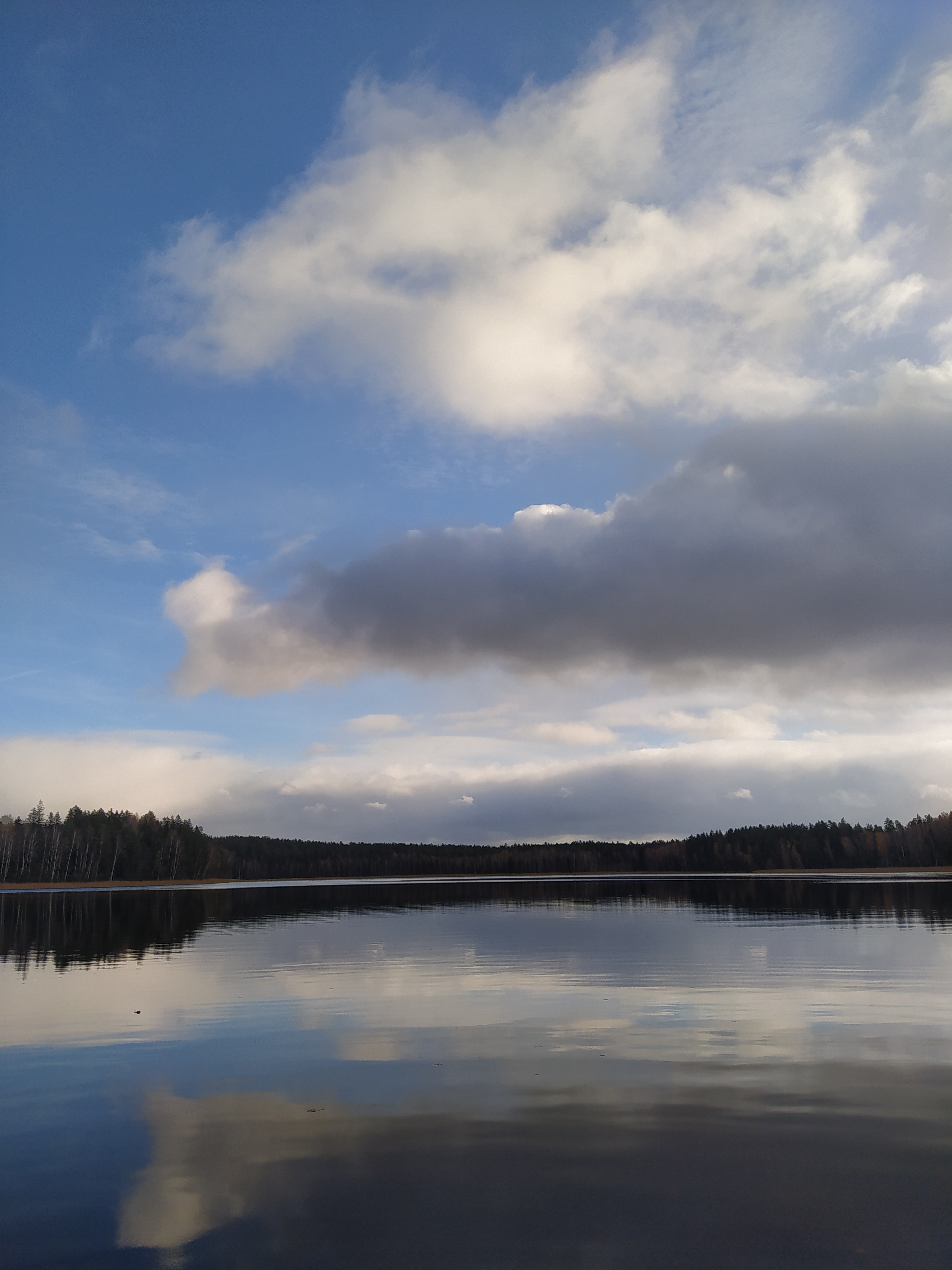
Нарачанскі (нацыянальны парк), dans le voblast de Minsk. Octobre 2021.

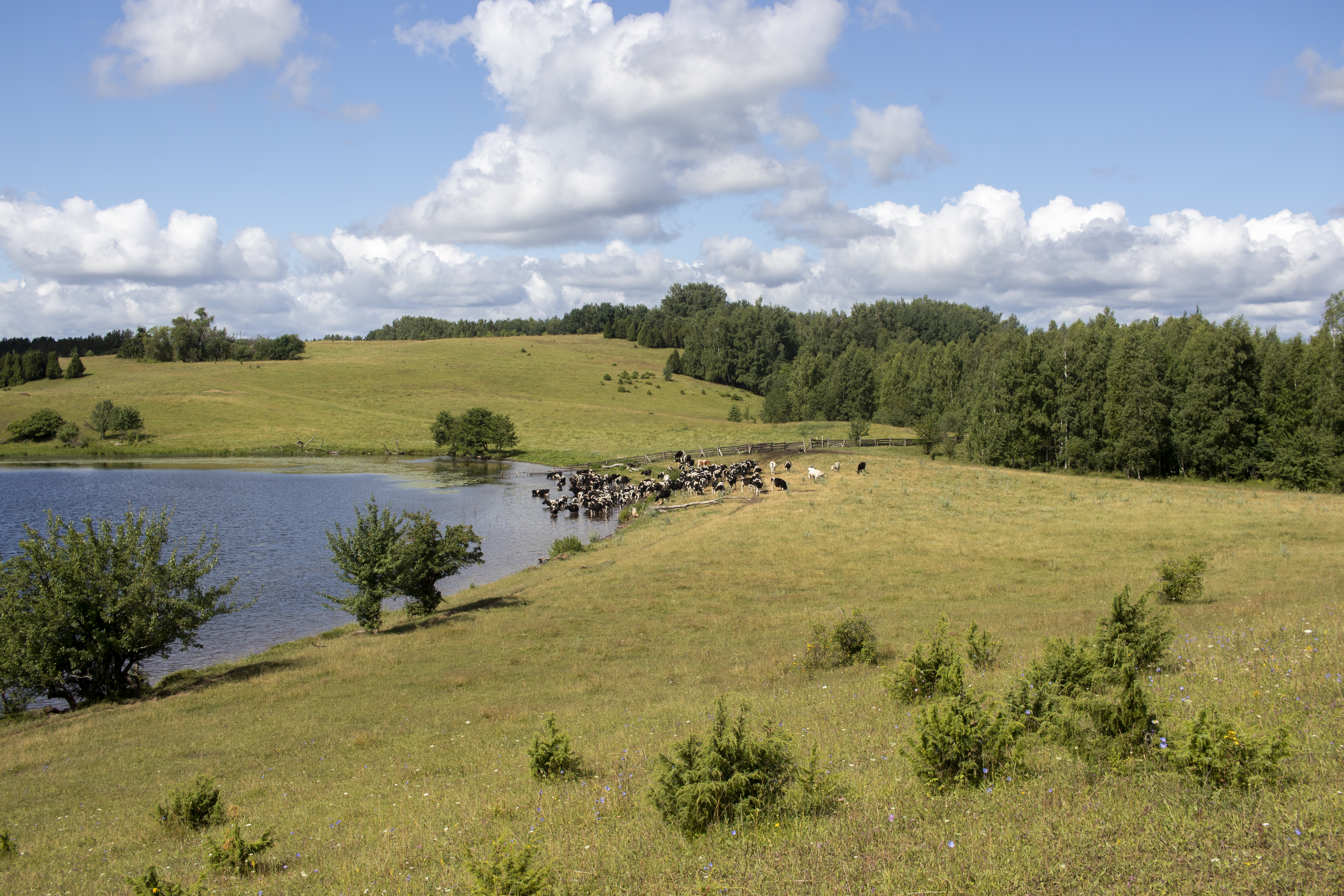
Браслаўскія азёры (нацыянальны парк), dans le voblast de Vitebsk, avec le lac Nespish à gauche. Juillet 2022.

La pollution la plus notoire du pays est la conséquence de la catastrophe de Tchernobyl le 26 avril 1986. Cette centrale nucléaire est située en Ukraine, mais les vents ont transporté environ 70 % des retombées en Biélorussie, où 25 % du territoire a été touché, pour 22 % de la population. Bien que plus de 2 millions de personnes (dont 600 000 enfants) aient vécu dans des zones touchées par les retombées de la catastrophe, le gouvernement soviétique a tenté de dissimuler l'accident jusqu'à ce que des scientifiques suédois demandent des explications au sujet de niveaux anormalement élevés de rayonnement atmosphérique en Suède. Le gouvernement biélorusse a demandé 17 milliards de roubles au gouvernement russe pour faire face aux conséquences de la catastrophe, 3 milliards de roubles ont été donnés.

## Ressources naturelles
Les ressources naturelles de la Biélorussie sont marquées par :
- forêts;
- gisements de tourbe;
- petites quantités de pétrole et de gaz naturel;
- granit;
- gisements de calcaire dolomitique, de marne, de craie, de sable, de gravier et d'argile.

## Utilisation des sols
Estimation de 1993 :
- terres arables : 29 %
- Cultures permanentes : 1 %
- Pâturages permanents : 15 %
- Forêts et terres boisées : 34 %
- Autre : 21 %

## Ressources en eau
Environ 20 000 rivières et ruisseaux, d'une longueur totale de 91 000 km, et environ 11 000 lacs, dont 470 lacs d'une superficie maximale de 0,5 km2 chacun. Narač est le plus grand lac (79,2 km2, le point le plus profond d'environ 25 m). Des quantités significatives de zone marécageuse, notamment dans la région de Polésie.

## Sources
- (en) Cet article est partiellement ou en totalité issu de l’article de Wikipédia en anglais intitulé « Geography of Belarus » (voir la liste des auteurs).
- Fiche du CIA World Factbook sur la Biélorussie